# Mistrzostwa Świata w Piłce Ręcznej Kobiet 2023 (eliminacje)
Kwalifikacje do Mistrzostw Świata w Piłce Ręcznej Kobiet 2023 – rozgrywki mające na celu wyłonienie trzydziestu dwóch żeńskich reprezentacji narodowych w piłce ręcznej, które wystąpią w finałach tego turnieju.

## Informacje ogólne
W październiku 2018 roku Rada IHF podjęła decyzję o rozszerzeniu mistrzostw z 24 do 32 zespołów. Turniej finałowy organizowanych przez IHF mistrzostw świata odbędzie się w Danii, Norwegii i Szwecji w grudniu 2023 roku i wezmą w nim udział trzydzieści dwie drużyny. Automatycznie do mistrzostw zakwalifikowały się reprezentacje trzech gospodarzy, a o pozostałe dwadzieścia dziewięć miejsc odbywały się kontynentalne kwalifikacje. Wolne miejsca zostały podzielone według następującego klucza geograficznego: po cztery obowiązkowe miejsca przydzielono czterem kontynentom – Europie, Azji, Afryce i Ameryce (trzy Południowej i jedno Północnej), zaś jedno – wcześniej przypadające Oceanii – mogła otrzymać drużyna z Oceanii zajmując przynajmniej piątą lokatę w mistrzostwach Azji, w przeciwnym przypadku było ono przyznawane jako dzika karta. Kolejne dwanaście przypadło kontynentom, z których pochodziły zespoły z czołowej dwunastki poprzednich mistrzostw, a także IHF zastrzegła sobie przyznawanie dzikiej karty.

## Eliminacje
| Strefa                | Związek  | Miejsca | Turniej                                                                  | World Map IHF |
| Europa                | EHF      | 3       | Mistrzostwa Europy 2022                                                  | World Map IHF |
| Europa                | EHF      | 10      | Europejski turniej eliminacyjny                                          | World Map IHF |
| Afryka                | CAHB     | 4 + 0   | Mistrzostwa Afryki 2022                                                  | World Map IHF |
| Ameryka Południowa    | COSCABAL | 3 + 1   | Mistrzostwa Ameryki Południowej 2022 Mistrzostwa Ameryki Centralnej 2023 | World Map IHF |
| Ameryka Północna      | NACHC    | 1 + 0   | Mistrzostwa Ameryki Północnej 2023                                       | World Map IHF |
| Azja                  | AHF      | 4 + 1   | Mistrzostwa Azji 2022                                                    | World Map IHF |
| Oceania/„dzika karta” |          | 0-1     | Mistrzostwa Azji 2022                                                    | World Map IHF |
| „dzika karta”         | IHF      | 1-2     |                                                                          | World Map IHF |

## Zakwalifikowane zespoły
| Kraj             | Strefa kwalifikacyjna                             | Mistrzostwa 2021 |
| ---------------- | ------------------------------------------------- | ---------------- |
| Dania            | Gospodarz                                         | 3. miejsce       |
| Norwegia         | Gospodarz                                         | 1. miejsce       |
| Szwecja          | Gospodarz                                         | 5. miejsce       |
| Angola           | Mistrzostwa Afryki 2022 – 1. miejsce              | 25. miejsce      |
| Kamerun          | Mistrzostwa Afryki 2022 – 2. miejsce              | 28. miejsce      |
| Kongo            | Mistrzostwa Afryki 2022 – 2. miejsce              | 23. miejsce      |
| Senegal          | Mistrzostwa Afryki 2022 – 4. miejsce              | –                |
| Paragwaj         | Mistrzostwa Ameryki Centralnej 2023 – 1. miejsce  | 29. miejsce      |
| Chile            | Mistrzostwa Ameryki Centralnej 2023 – 2. miejsce  | –                |
| Brazylia         | Mistrzostwa Ameryki Południowej 2022 – 1. miejsce | 17. miejsce      |
| Argentyna        | Mistrzostwa Ameryki Południowej 2022 – 2. miejsce | 16. miejsce      |
| Grenlandia       | Mistrzostwa Ameryki Północnej 2023 – 1. miejsce   | –                |
| Korea Południowa | Mistrzostwa Azji 2022 – 1. miejsce                | 14. miejsce      |
| Japonia          | Mistrzostwa Azji 2022 – 2. miejsce                | 11. miejsce      |
| Chiny            | Mistrzostwa Azji 2022 – 3. miejsce                | 32. miejsce      |
| Iran             | Mistrzostwa Azji 2022 – 4. miejsce                | 31. miejsce      |
| Kazachstan       | Mistrzostwa Azji 2022 – 5. miejsce                | 24. miejsce      |
| Czarnogóra       | Mistrzostwa Europy 2022 – 3. miejsce              | 22. miejsce      |
| Francja          | Mistrzostwa Europy 2022 – 4. miejsce              | 2. miejsce       |
| Holandia         | Mistrzostwa Europy 2022 – 6. miejsce              | 9. miejsce       |
| Ukraina          | Europa – Play-off                                 | –                |
| Czechy           | Europa – Play-off                                 | 19. miejsce      |
| Niemcy           | Europa – Play-off                                 | 7. miejsce       |
| Słowenia         | Europa – Play-off                                 | 17. miejsce      |
| Serbia           | Europa – Play-off                                 | –                |
| Chorwacja        | Europa – Play-off                                 | 18. miejsce      |
| Węgry            | Europa – Play-off                                 | 10. miejsce      |
| Polska           | Europa – Play-off                                 | 15. miejsce      |
| Hiszpania        | Europa – Play-off                                 | 4. miejsce       |
| Rumunia          | Europa – Play-off                                 | 13. miejsce      |
| Austria          | „dzika karta” IHF                                 | 16. miejsce      |
| Islandia         | „dzika karta” IHF                                 | –                |

## Europa

### Europejski turniej eliminacyjny – faza wstępna
W przeciwieństwie do poprzedniego schematu eliminacji, faza wstępna została przeprowadzona w formie dwumeczów w ramach dziewięciu par w okresie 2–6 listopada 2022 roku. Losowanie grup zostało zaplanowane na 29 czerwca 2022 roku w siedzibie EHF w Wiedniu, a przed nim osiemnaście drużyn – nie biorących udziału w ME 2022 – podzielonych zostało na dwa koszyki.
| Koszyk 1    |
| ----------- |
| Austria     |
| Słowacja    |
| Islandia    |
| Turcja      |
| Ukraina     |
| Wyspy Owcze |
| Portugalia  |
| Grecja      |
| Włochy      |

| Koszyk 2             |
| -------------------- |
| Kosowo               |
| Izrael               |
| Finlandia            |
| Luksemburg           |
| Azerbejdżan          |
| Bośnia i Hercegowina |
| Bułgaria             |
| Wielka Brytania      |
| Łotwa                |

W wyniku transmitowanego w Internecie losowania wyłoniono dziewięć par. Tylko trzy z dziewięciu dwumeczów rozegrano w formacie mecz-rewanż, a spośród drużyn z drugiego koszyka jako jedyne swój dwumecz wygrało Kosowo, w pozostałych parach górą okazały się zespoły wyżej rozstawione.
| Drużyna 1                            | Wynik dwumeczu | Drużyna 2            | Pierwszy mecz | Drugi mecz |
| ------------------------------------ | -------------- | -------------------- | ------------- | ---------- |
| Azerbejdżan                          | 31:68          | Portugalia           | 19:32         | 12:36      |
| Wyspy Owcze                          | 53:55          | Kosowo               | 24:27         | 29:28      |
| Słowacja                             | 89:38          | Łotwa                | 46:21         | 43:17      |
| Islandia                             | 67:50          | Izrael               | 34:26         | 33:24      |
| Grecja                               | 44:43          | Bośnia i Hercegowina | 23:21         | 21:22      |
| Ukraina                              | 66:24          | Luksemburg           | 36:13         | 30:11      |
| Bułgaria                             | 48:59          | Włochy               | 19:26         | 29:33      |
| Austria                              | 72:50          | Finlandia            | 37:22         | 35:28      |
| Wielka Brytania                      | 30:83          | Turcja               | 14:39         | 16:44      |
| Po lewej gospodarz pierwszego meczu. |                |                      |               |            |

| 1 listopada 202219:00 | Ukraina | 36:13(18:6) | Luksemburg | Centre National Sportif et Culturel, Luksemburg Widzów: 352 Sędzia: Klompers, Stobbe |
| 1 listopada 202219:00 |         | 36:13(18:6) |            | Centre National Sportif et Culturel, Luksemburg Widzów: 352 Sędzia: Klompers, Stobbe |

| 2 listopada 202217:00 | Bułgaria | 19:26(12:9) | Włochy | Pałac Kultury i Sportu, Warna Widzów: 1 500 Sędzia: Ilieva, Karbeska |
| 2 listopada 202217:00 |          | 19:26(12:9) |        | Pałac Kultury i Sportu, Warna Widzów: 1 500 Sędzia: Ilieva, Karbeska |

| 2 listopada 202219:00 | Luksemburg | 11:30(5:16) | Ukraina | Centre National Sportif et Culturel, Luksemburg Widzów: 276 Sędzia: Klompers, Stobbe |
| 2 listopada 202219:00 |            | 11:30(5:16) |         | Centre National Sportif et Culturel, Luksemburg Widzów: 276 Sędzia: Klompers, Stobbe |

| 2 listopada 202219:00 | Słowacja | 46:21(23:13) | Łotwa | Mestská športová hala, Šaľa Widzów: 1 499 Sędzia: Jakovljević, Kovačević |
| 2 listopada 202219:00 |          | 46:21(23:13) |       | Mestská športová hala, Šaľa Widzów: 1 499 Sędzia: Jakovljević, Kovačević |

| 3 listopada 202219:30 | Wyspy Owcze | 24:27(13:14) | Kosowo | Hala sportowa, Istok Widzów: 2 150 Sędzia: Hatipoğlu, Şimşek |
| 3 listopada 202219:30 |             | 24:27(13:14) |        | Hala sportowa, Istok Widzów: 2 150 Sędzia: Hatipoğlu, Şimşek |

| 3 listopada 202220:00 | Grecja | 23:21(8:9) | Bośnia i Hercegowina | Sportska dvorana, Cazin Widzów: 2 500 Sędzia: Ivanović, Vujisić |
| 3 listopada 202220:00 |        | 23:21(8:9) |                      | Sportska dvorana, Cazin Widzów: 2 500 Sędzia: Ivanović, Vujisić |

| 3 listopada 202220:25 | Austria | 37:22(18:11) | Finlandia | BSFZ Südstadt, Maria Enzersdorf Widzów: 800 Sędzia: Capoccia, Jucker |
| 3 listopada 202220:25 |         | 37:22(18:11) |           | BSFZ Südstadt, Maria Enzersdorf Widzów: 800 Sędzia: Capoccia, Jucker |

| 3 listopada 202220:30 | Azerbejdżan | 19:32(5:16) | Portugalia | Pavilhão Multiusos, Paredes Widzów: 850 Sędzia: Bočáková, Jánošíková |
| 3 listopada 202220:30 |             | 19:32(5:16) |            | Pavilhão Multiusos, Paredes Widzów: 850 Sędzia: Bočáková, Jánošíková |

| 5 listopada 202216:00 | Islandia | 34:26(18:15) | Izrael | Íþróttamiðstöð Haukar, Hafnarfjörður Widzów: 800 Sędzia: Borge, Nygren |
| 5 listopada 202216:00 |          | 34:26(18:15) |        | Íþróttamiðstöð Haukar, Hafnarfjörður Widzów: 800 Sędzia: Borge, Nygren |

| 5 listopada 202217:00 | Bośnia i Hercegowina | 22:21(14:9) | Grecja | Sportska dvorana, Cazin Widzów: 1 300 Sędzia: Ivanović, Vujisić |
| 5 listopada 202217:00 |                      | 22:21(14:9) |        | Sportska dvorana, Cazin Widzów: 1 300 Sędzia: Ivanović, Vujisić |

| 5 listopada 202218:00 | Wielka Brytania | 14:39(7:23) | Turcja | THF Spor Salonu, Ankara Widzów: 1 500 Sędzia: Murariu, Paraschiv |
| 5 listopada 202218:00 |                 | 14:39(7:23) |        | THF Spor Salonu, Ankara Widzów: 1 500 Sędzia: Murariu, Paraschiv |

| 5 listopada 202219:30 | Kosowo | 28:29(16:16) | Wyspy Owcze | Hala sportowa, Istok Widzów: 2 250 Sędzia: Hatipoğlu, Şimşek |
| 5 listopada 202219:30 |        | 28:29(16:16) |             | Hala sportowa, Istok Widzów: 2 250 Sędzia: Hatipoğlu, Şimşek |

| 5 listopada 202222:00 | Portugalia | 36:12(17:5) | Azerbejdżan | Pavilhão Multiusos, Paredes Widzów: 1 200 Sędzia: Bočáková, Jánošíková |
| 5 listopada 202222:00 |            | 36:12(17:5) |             | Pavilhão Multiusos, Paredes Widzów: 1 200 Sędzia: Bočáková, Jánošíková |

| 6 listopada 202214:00 | Finlandia | 28:35(13:16) | Austria | Energia Areena, Vantaa Widzów: 500 Sędzia: Kijauskaitė, Žalienė |
| 6 listopada 202214:00 |           | 28:35(13:16) |         | Energia Areena, Vantaa Widzów: 500 Sędzia: Kijauskaitė, Žalienė |

| 6 listopada 202214:10 | Łotwa | 17:43(11:16) | Słowacja | Vidzemes olimpiskais centrs, Valmiera Widzów: 100 Sędzia: Merisi, Pepe |
| 6 listopada 202214:10 |       | 17:43(11:16) |          | Vidzemes olimpiskais centrs, Valmiera Widzów: 100 Sędzia: Merisi, Pepe |

| 6 listopada 202216:00 | Izrael | 24:33(11:14) | Islandia | Íþróttamiðstöð Haukar, Hafnarfjörður Widzów: 700 Sędzia: Borge, Nygren |
| 6 listopada 202216:00 |        | 24:33(11:14) |          | Íþróttamiðstöð Haukar, Hafnarfjörður Widzów: 700 Sędzia: Borge, Nygren |

| 6 listopada 202218:00 | Turcja | 44:16(21:7) | Wielka Brytania | THF Spor Salonu, Ankara Widzów: 1 200 Sędzia: Murariu, Paraschiv |
| 6 listopada 202218:00 |        | 44:16(21:7) |                 | THF Spor Salonu, Ankara Widzów: 1 200 Sędzia: Murariu, Paraschiv |

| 6 listopada 202218:30 | Włochy | 33:29(18:13) | Bułgaria | Palazzetto dello Sport Santa Filomena, Chieti Widzów: 1 300 Sędzia: Lidacka, Lesiak |
| 6 listopada 202218:30 |        | 33:29(18:13) |          | Palazzetto dello Sport Santa Filomena, Chieti Widzów: 1 300 Sędzia: Lidacka, Lesiak |

### Mistrzostwa Europy w Piłce Ręcznej Kobiet 2022
Kwalifikację na mistrzostwa świata uzyskają trzy najlepsze, prócz mających już zapewniony awans trzech zespołów gospodarzy MŚ, drużyny Mistrzostw Europy 2022, które odbędą się w dniach od 4 do 20 listopada 2022 roku w Słowenii, Czarnogórze i Macedonii Północnej. Jako że w czołowej szóstce znalazły się wszystkie trzy reprezentacje gospodarzy mistrzostw świata, sprawa awansu do turnieju finałowego światowego czempionatu roztrzygnęła się jeszcze przed finałowym weekendem ME. Uzyskały go pozostałe trzy drużyny, klasyfikując się na miejscach trzecim, czwartym i szóstym – Czarnogóra, Francja i Holandia.

### Europejski turniej eliminacyjny – faza play-off
W tej fazie rozgrywek wzięło udział dwadzieścia reprezentacji narodowych – dziesięć drużyn uczestniczących w mistrzostwach kontynentu, które dotychczas nie uzyskały awansu, oraz Czechy i dziewięć zespołów z pierwszej fazy eliminacji. Losowanie zostało zaplanowane na 19 listopada 2022 roku w Lublanie, przed nim zespoły zostały podzielone na dwa koszyki, a w jego wyniku wyłoniono dziesięć par rywalizujących w dwumeczach o awans do turnieju finałowego mistrzostw świata w okresie od 6 do 12 kwietnia 2023 roku. Awans uzyskały Ukraina, Czechy, Niemcy, Słowenia, Serbia, Chorwacja, Węgry, Polska, Hiszpania i Rumunia, wszystkie prócz Hiszpanek wygrywając oba pojedynki.
| Drużyna 1                            | Wynik dwumeczu | Drużyna 2  | Pierwszy mecz | Drugi mecz |
| ------------------------------------ | -------------- | ---------- | ------------- | ---------- |
| Turcja                               | 49:65          | Serbia     | 24:33         | 25:32      |
| Rumunia                              | 63:44          | Portugalia | 35:20         | 28:24      |
| Islandia                             | 49:59          | Węgry      | 21:25         | 28:34      |
| Polska                               | 68:42          | Kosowo     | 36:22         | 32:20      |
| Włochy                               | 46:64          | Słowenia   | 25:31         | 21:33      |
| Niemcy                               | 75:33          | Grecja     | 39:13         | 36:20      |
| Szwajcaria                           | 58:68          | Czechy     | 31:32         | 27:36      |
| Austria                              | 52:54          | Hiszpania  | 28:28         | 24:26      |
| Macedonia Północna                   | 44:55          | Ukraina    | 22:24         | 22:31      |
| Słowacja                             | 41:56          | Chorwacja  | 23:25         | 18:31      |
| Po lewej gospodarz pierwszego meczu. |                |            |               |            |

| 6 kwietnia 202317:45 | Polska | 36:22(17:6) | Kosowo | Hala Widowiskowo-Sportowa, Bielsko-Biała Widzów: 2 000 Sędzia: Radčenko, Pērsis |
| 6 kwietnia 202317:45 |        | 36:22(17:6) |        | Hala Widowiskowo-Sportowa, Bielsko-Biała Widzów: 2 000 Sędzia: Radčenko, Pērsis |

| 7 kwietnia 202316:00 | Turcja | 24:33(10:15) | Serbia | Batlama Spor Salonu, Giresun Widzów: 3 000 Sędzia: Simone, Monitillo |
| 7 kwietnia 202316:00 |        | 24:33(10:15) |        | Batlama Spor Salonu, Giresun Widzów: 3 000 Sędzia: Simone, Monitillo |

| 7 kwietnia 202319:00 | Słowacja | 23:25(8:11) | Chorwacja | Mestská športová hala, Šaľa Widzów: 1 500 Sędzia: Hatipoğlu, Şimşek |
| 7 kwietnia 202319:00 |          | 23:25(8:11) |           | Mestská športová hala, Šaľa Widzów: 1 500 Sędzia: Hatipoğlu, Şimşek |

| 8 kwietnia 202315:00 | Szwajcaria | 31:32(12:14) | Czechy | St. Jakobshalle, Bazylea Widzów: 3 129 Sędzia: Vujačić, Kažanegra |
| 8 kwietnia 202315:00 |            | 31:32(12:14) |        | St. Jakobshalle, Bazylea Widzów: 3 129 Sędzia: Vujačić, Kažanegra |

| 8 kwietnia 202316:00 | Rumunia | 35:20(19:12) | Portugalia | Pitești Arena, Pitești Widzów: 4 000 Sędzia: Merisi, Pepe |
| 8 kwietnia 202316:00 |         | 35:20(19:12) |            | Pitești Arena, Pitești Widzów: 4 000 Sędzia: Merisi, Pepe |

| 8 kwietnia 202318:00 | Islandia | 21:25(10:14) | Węgry | Íþróttamiðstöð Haukar, Hafnarfjörður Widzów: 1 100 Sędzia: Manea, Iliescu |
| 8 kwietnia 202318:00 |          | 21:25(10:14) |       | Íþróttamiðstöð Haukar, Hafnarfjörður Widzów: 1 100 Sędzia: Manea, Iliescu |

| 8 kwietnia 202318:00 | Austria | 28:28(14:18) | Hiszpania | BSFZ Südstadt, Maria Enzersdorf Widzów: 900 Sędzia: Antić, Jakovljević |
| 8 kwietnia 202318:00 |         | 28:28(14:18) |           | BSFZ Südstadt, Maria Enzersdorf Widzów: 900 Sędzia: Antić, Jakovljević |

| 8 kwietnia 202318:30 | Włochy | 25:31(11:17) | Słowenia | Palazzetto dello Sport Santa Filomena, Chieti Widzów: 1 000 Sędzia: Kijauskaitė, Žalienė |
| 8 kwietnia 202318:30 |        | 25:31(11:17) |          | Palazzetto dello Sport Santa Filomena, Chieti Widzów: 1 000 Sędzia: Kijauskaitė, Žalienė |

| 8 kwietnia 202319:00 | Macedonia Północna | 22:24(8:14) | Ukraina | Centrum sportowe „Boris Trajkowski”, Skopje Widzów: 2 500 Sędzia: Cipov, Klus |
| 8 kwietnia 202319:00 |                    | 22:24(8:14) |         | Centrum sportowe „Boris Trajkowski”, Skopje Widzów: 2 500 Sędzia: Cipov, Klus |

| 9 kwietnia 202317:15 | Niemcy | 39:13(22:6) | Grecja | Westpress Arena, Hamm Widzów: 2 110 Sędzia: Pagh, Thygesen |
| 9 kwietnia 202317:15 |        | 39:13(22:6) |        | Westpress Arena, Hamm Widzów: 2 110 Sędzia: Pagh, Thygesen |

| 11 kwietnia 202317:00 | Ukraina | 31:22(14:12) | Macedonia Północna | Városi Sportcsarnok, Kisvárda Widzów: 700 Sędzia: Vranes, Wenninger |
| 11 kwietnia 202317:00 |         | 31:22(14:12) |                    | Városi Sportcsarnok, Kisvárda Widzów: 700 Sędzia: Vranes, Wenninger |

| 11 kwietnia 202319:30 | Czechy | 36:27(17:10) | Szwajcaria | Městská sportovní hala Vodova, Brno Widzów: 1 515 Sędzia: Praštalo, Balvan |
| 11 kwietnia 202319:30 |        | 36:27(17:10) |            | Městská sportovní hala Vodova, Brno Widzów: 1 515 Sędzia: Praštalo, Balvan |

| 12 kwietnia 202317:00 | Grecja | 20:36(11:20) | Niemcy | Klisto Jimnastirio Kanitu «Tasos Kamburis», Chalkida Widzów: 50 Sędzia: Bošnjak, Marić |
| 12 kwietnia 202317:00 |        | 20:36(11:20) |        | Klisto Jimnastirio Kanitu «Tasos Kamburis», Chalkida Widzów: 50 Sędzia: Bošnjak, Marić |

| 12 kwietnia 202317:30 | Słowenia | 33:21(18:13) | Włochy | Športna dvorana Kodeljevo, Lublana Widzów: 800 Sędzia: Altmár, Horváth |
| 12 kwietnia 202317:30 |          | 33:21(18:13) |        | Športna dvorana Kodeljevo, Lublana Widzów: 800 Sędzia: Altmár, Horváth |

| 12 kwietnia 202318:00 | Serbia | 32:25(16:15) | Turcja | Sportski centar Voždovac, Belgrad Widzów: 1 900 Sędzia: Yovchev, Yonchev |
| 12 kwietnia 202318:00 |        | 32:25(16:15) |        | Sportski centar Voždovac, Belgrad Widzów: 1 900 Sędzia: Yovchev, Yonchev |

| 12 kwietnia 202318:00 | Chorwacja | 31:18(17:10) | Słowacja | Športska dvorana Vijuš, Slavonski Brod Widzów: 2 250 Sędzia: Lovin, Stancu |
| 12 kwietnia 202318:00 |           | 31:18(17:10) |          | Športska dvorana Vijuš, Slavonski Brod Widzów: 2 250 Sędzia: Lovin, Stancu |

| 12 kwietnia 202318:15 | Węgry | 34:28(17:14) | Islandia | Érd Aréna, Érd Widzów: 1 500 Sędzia: Ilieva, Karbeska |
| 12 kwietnia 202318:15 |       | 34:28(17:14) |          | Érd Aréna, Érd Widzów: 1 500 Sędzia: Ilieva, Karbeska |

| 12 kwietnia 202320:15 | Kosowo | 20:32(12:17) | Polska | Pałac Młodzieży i Sportu, Prisztina Widzów: 1 500 Sędzia: Peretz, Schwartz |
| 12 kwietnia 202320:15 |        | 20:32(12:17) |        | Pałac Młodzieży i Sportu, Prisztina Widzów: 1 500 Sędzia: Peretz, Schwartz |

| 12 kwietnia 202320:30 | Hiszpania | 26:24(11:12) | Austria | Pabellón Polideportivo Municipal Fernando Argüelles, Antequera Widzów: 1 900 Sędzia: Mikelić, Paradina |
| 12 kwietnia 202320:30 |           | 26:24(11:12) |         | Pabellón Polideportivo Municipal Fernando Argüelles, Antequera Widzów: 1 900 Sędzia: Mikelić, Paradina |

| 12 kwietnia 202321:15 | Portugalia | 24:28(8:13) | Rumunia | Pavilhão Multiusos, Paredes Widzów: 1 400 Sędzia: Fahner, Kubis |
| 12 kwietnia 202321:15 |            | 24:28(8:13) |         | Pavilhão Multiusos, Paredes Widzów: 1 400 Sędzia: Fahner, Kubis |

## Afryka
Turniejem kwalifikacyjnym w Afryce były mistrzostwa tego kontynentu, zaplanowane na listopad 2022 roku w Senegalu, a ich stawką były cztery miejsca w światowym czempionacie. Drużyny rywalizowały w pierwszej fazie systemem kołowym w ramach trzech grup, po czym osiem najlepszych awansowało do ćwierćfinałów. Piętnasty kontynentalny tytuł zdobyły reprezentantki Angoli łatwo pokonując w finale Kamerun, w meczu o brąz gospodynie uległy Kongo – wszystkie te cztery drużyny uzyskały awans na MŚ 2023.

## Ameryka Południowa i Środkowa
Turniej kwalifikacyjny dla Ameryki Południowej i Centralnej został zorganizowany w połowie listopada 2022 roku w Argentynie. Pięć uczestniczących zespołów rywalizowało systemem kołowym w ramach jednej grupy, a prócz medali tej imprezy jej stawką był także awans na MŚ 2023 – początkowo dla czterech zespołów, jednak jeszcze przed turniejem IHF zmniejszyła przydział dla tego regionu do dwóch miejsc (bowiem według regulaminu awans może wywalczyć maksymalnie połowa uczestniczących zespołów). Z kompletem zwycięstw triumfowała reprezentacja Brazylii, na drugim stopniu podium znalazła się Argentyna, obie te drużyny zyskały tym samym awans do światowego czempionatu.
Zespoły, które nie uzyskały awansu z powyższej imprezy, wraz z drużynami z Ameryki Centralnej rywalizowały o pozostałe dla tej federacji dwa miejsca w turnieju rozegranym na przełomie lutego i marca 2023 roku w Nikaragui. Odbył się on w sześciozespołowej obsadzie, a z kompletem zwycięstw triumfowała reprezentacja Paragwaju, która wraz z Chile awansowała na mistrzostwa świata.

## Ameryka Północna i Karaiby
Turniej kwalifikacyjny dla Ameryki Północnej i Karaibów odbył się w dniach 22–25 sierpnia 2023 roku w stołecznym mieście Grenlandii. O jedno miejsce premiowane awansem na MŚ 2023 rywalizowało pięć reprezentacji – w pierwszej fazie systemem kołowym, a następnie czołowa dwójka zmierzyła się w meczu finałowym, kolejne dwie zaś zagrały o trzecią lokatę. Fazę grupową z kompletem zwycięstw zakończyła reprezentacja Grenlandii, która zwyciężyła także w finale zdobywając tym samym pierwszy w historii kontynentalny tytuł.

## Azja
Turniejem kwalifikacyjnym w Azji były mistrzostwa tego kontynentu, rozegrane na przełomie listopada i grudnia 2022 roku w dwóch miastach Korei Południowej. Dziesięć uczestniczących drużyn rywalizowało w pierwszej fazie systemem kołowym podzielone na dwie pięciozespołowe grupy, po czym czołowa dwójka z każdej z grup awansowała do półfinałów, pozostałe drużyny zmierzyły się zaś w walce o poszczególne miejsca. Do półfinałów łatwo awansowały faworyzowane zespoły Japonii i Korei, a także Iran i Chiny. Po raz piąty z rzędu w decydującym spotkaniu zmierzyły się faworytki, także i tym razem lepsze okazały się Koreanki, brąz zaś zdobyły reprezentantki Chin. Oprócz półfinalistek do mistrzostw świata awansował Kazachstan, w pojedynku o piątą lokatę pokonując Indie. Z uwagi na fakt, iż Australia nie zajęła miejsca w pierwszej piątce, przysługujące Oceanii miejsce zostało przeznaczone dla zespołu z dziką kartą.

## Dzika karta
Z uwagi na fakt, iż żadna z drużyn z Oceanii nie znalazła się w czołowej piątce mistrzostw Azji do dyspozycji IHF pozostały dwie „dzikie karty”. Otrzymały je Austria i Islandia.